# Schloss Velen

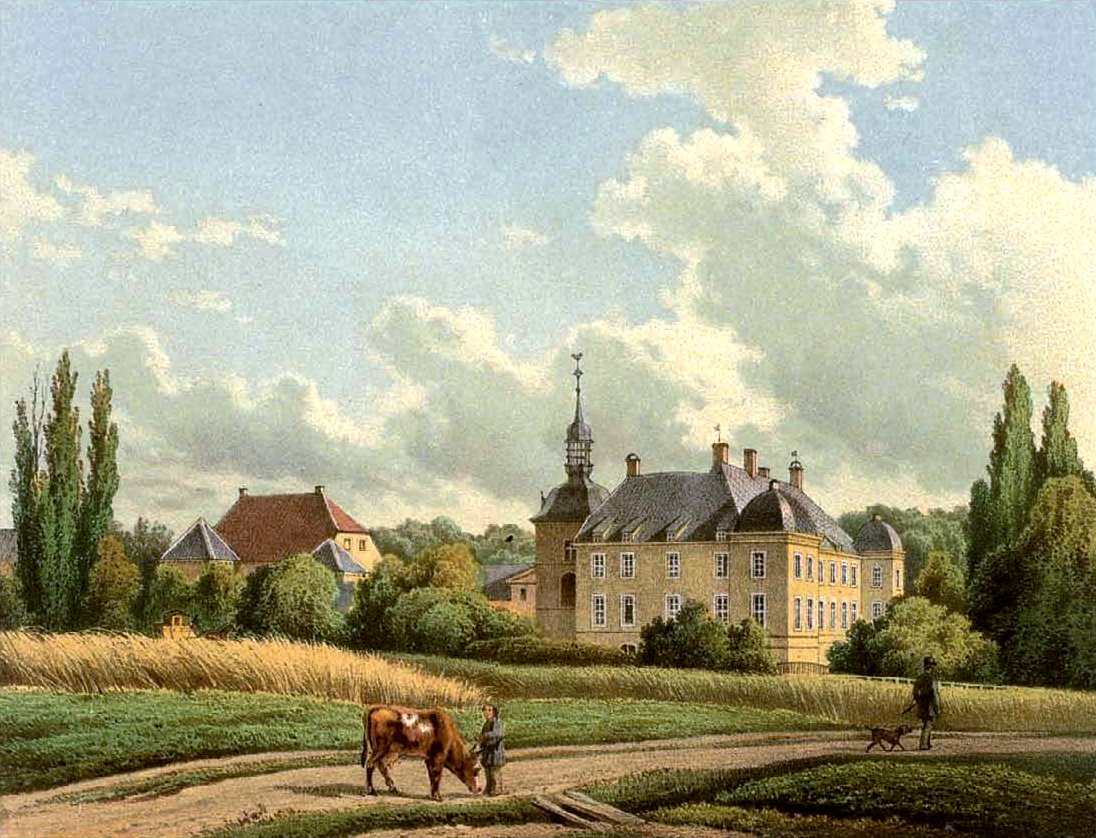
Schloss Velen um 1860, Sammlung Alexander Duncker

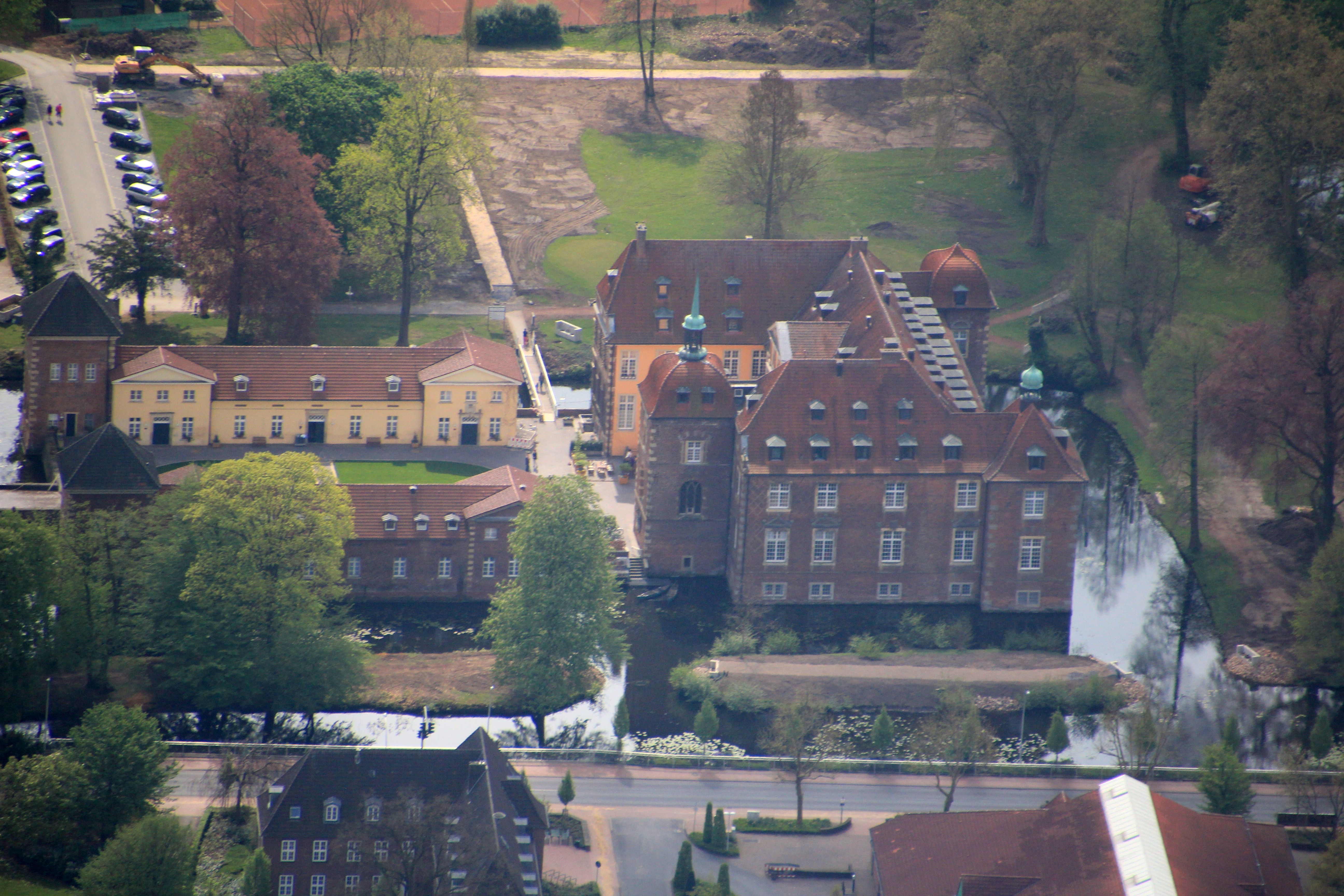
Schloss Velen

Das Schloss Velen ist ein Wasserschloss, das zentral im Ortszentrum von Velen im Münsterland im Kreis Borken (Nordrhein-Westfalen) steht. Das Wasserschloss prägt das Ortsbild Velens.

## Geschichte
Um 1240 wurden Hermann I und sein Sohn Konrad von Velen als Besitzer der Burg Velen erwähnt. Das Geschlecht der Herren von Velen starb schon am Ende des 13. Jahrhunderts aus. Die Burg ging an die Herren von Barnsfeld, die sich ab 1311 als Herren von Velen bezeichneten. Im Zuge einer Fehde wurde die Burg 1371 durch den Münsteraner Bischof Florenz von Wevelinghoven eingenommen, als Resultat der ein Jahr später erfolgenden Aussöhnung wurde die Burg zum Lehen des Bistums Münster. Im Dreißigjährigen Krieg wurde das Schloss 1627 durch die Truppen Ernst von Mansfelds eingenommen und geplündert. Anna Theresia von Velen (1735–1775) brachte Schloss und Herrschaft 1756 an ihren Ehemann Clemens August von Landsberg zu Erwitte. Im Besitz der Familie Landsberg-Velen, die 1840 in den Grafenstand erhoben wurde, befindet sich das Schloss noch heute. Zwischen 1935 und etwa 1944 wurde das Schloss von einer Zollschule der Reichsfinanzverwaltung belegt. Während des Zweiten Weltkrieges wurde das Schloss als Lazarett genutzt, nach dem Krieg auch als Altenheim. Die Zollschule wurde in den 1960er Jahren wiederbelebt. Von 1988 bis 2018 wurde das Schloss unter der Bezeichnung SportSchloss Velen als Hotel genutzt.

## Beschreibung
Von der ursprünglichen Burganlage ist nur bekannt, dass sie aus Haupt- und Vorburg bestand. Der Keller unter dem Mitteltrakt des heutigen Schlosses stammt noch aus dem Anfang des 15. Jahrhunderts. Ein Neubau auf altem Grundriss erfolgte unter Hermann VII. von Velen, der in der zweiten Hälfte des 16. Jahrhunderts den Südflügel und einen achteckigen Treppenturm im Winkel zwischen den beiden Trakten hinzufügen ließ. Der Kapellenturm ist vermutlich 1629 errichtet worden und 1696 durch einen schmalen Flügel mit dem Herrenhaus verbunden worden.
Die Schlossanlage verteilte sich früher auf zwei Inseln in einem großen, mit einem Wall umschlossenen Hausteich. Der Osteingang der Vorburg wird durch zwei Ecktürme flankiert. Diesen folgen zwei eingeschossige Trakte, die nach Westen durch quergestellte Vorbauten abgeschlossen werden. Der Architekt der 1692 errichteten Vorburg war Ambrosius von Oelde. 1707 wurde erstmals der Tiergarten erwähnt, der südlich an den Schlosspark anschließt. Nach den Plänen von Johann Conrad Schlaun wurde der Nordflügel in den Jahren von 1744 und 1745 neu errichtet. Um dieselbe Zeit entstanden auch die Orangerie- und Fasaneriegebäude im Park, letztere ebenfalls nach Plänen von Schlaun. Zwischen 1744 und 1820 wurde die Gräfte zwischen Vor- und Hauptburg zugeschüttet. Ab 1811 wurde das Schloss nach Plänen August Reinkings orientiert am Klassizismus im Auftrag des Grafen Johann Ignaz Franz von Landsberg-Velen umgestaltet. Parallel wurde ein englischer Landschaftsgarten von Maximilian Friedrich Weyhe geplant. Zudem wurde der Ostflügel der Vorburg niedergelegt und die Schlosszufahrt von der Nordseite nach Osten verlegt. 1931 brannte das Schloss komplett aus, wurde aber 1933/34 äußerlich unverändert neu errichtet. Im Schlosspark sind Orangerie, Forsthaus, Fasanerie und Tiergarten erhalten.